# Алюсил
Алюсил — это заэвтектический алюминиевокремниевый сплав, содержащий около 78 % алюминия и 12 % кремния. Этот сплав был создан Швайцером и Ференбахом и в дальнейшем совершенствовался компанией Kolbenschmidt.
Сплав широко используется для создания безгильзовых блоков цилиндров двигателей внутреннего сгорания. При травлении алюсила на поверхности остаётся прочная плёнка кремния, это покрытие достаточно пористое для задерживания масла и в то же время износостойкое. BMW отказалась в пользу алюсила от использования покрытых никасилом цилиндров в 1996 году с целью устранения проблемы коррозии при использовании бензина с высоким содержанием серы.
Применяется, например, в автомобильных двигателях:
- Audi 2.4 V6[1][5]
- Audi 3.2 FSI V6[5]
- Audi 4.2 FSI V8[1][3]
- Audi 5.2 FSI V10
- Audi/Volkswagen 6.0 W12
- BMW N52 I6
- BMW M60 V8
- BMW M62 V8
- BMW N62 V8
- BMW M70/M73 V12[6]
- Porsche 928 V8
- Porsche 924S I4
- Porsche 944 I4
- Porsche 968 I4
- Porsche Cayenne V8[3]